# Lucchese 1905 2020-2021
Questa voce raccoglie le informazioni riguardanti la Lucchese 1905 nelle competizioni ufficiali della stagione 2020-2021.

## Stagione
Nella stagione 2020-2021 la Lucchese disputa il girone A del campionato di Serie C, raccoglie 31 punti con il diciannovesimo e penultimo posto, retrocedendo sul campo in Serie D. Un mese dopo la retrocessione tra i dilettanti è stata ripescata in Serie C con la Pistoiese, che era giunta diciottesima con gli stessi 31 punti dei rossoneri. Si sono alternati tre tecnici sulla panchina lucchese, senza ottenere l'obiettivo di mantenere la categoria, solo le disgrazie altrui hanno permesso alla Lucchese di restare in Serie C. Nonostante il negativo campionato dei bianconeri, ultimi con 13 punti al termine del girone di andata e 18 i punti raccolti nel girone di ritorno, si è messo in mostra il giovane attaccante Flavio Bianchi piemontese di scuola Torino, ma di proprietà del Genoa, autore di 13 reti. In questa stagione non si è disputata la Coppa Italia di Serie C.

## Divise e sponsor
Lo sponsor tecnico per la stagione 2020-2021 è Joma, mentre gli main sponsor principali sono Giap, Acqua Silva e MAC.
| Casa | Trasferta | Terza divisa |

## Organigramma societario
Area direttiva
- Presidente: Bruno Russo
- Amministratore delegato: Alessandro Vichi
- Direttore Generale: Mario Santoro
- Direttore sportivo: Daniele Deoma
- Segretario generale: Debora Catastini

Area comunicazione e marketing
- Responsabile area marketing: Enrico Scaletta
- Responsabile organizzativo: Gabriele Minchella
- Responsabile ufficio stampa/ Team manager: Giacomo Bernardi
- Collaboratore ufficio comunicazione e marketing: Laura Maccioni

Area tecnica
- Allenatore: Francesco Monaco (1ª-6ª)
 Oliviero Di Stefano (7ª)
 Giovanni Lopez (8ª-)
- Allenatore in seconda: Oliviero Di Stefano (1ª-6ª/8ª-)
- Collaboratore tecnico: Gabriele Baraldi
- Preparatori atletici: Riccardo Guidi, Alessandro Coluccio
- Allenatore portieri: Niccolò Bianucci
- Dirigente Addetto all'arbitro: Massimo Santerini

Area sanitaria
- Medico Sociale: Adolfo Tambellini
- Massaggiatore: Alvaro Vannucchi

## Rosa
| N. |                    | Ruolo | Calciatore         |
| -- | ------------------ | ----- | ------------------ |
| 1  | Italia (bandiera)  | P     | Jacopo Coletta     |
| 2  | Italia (bandiera)  | D     | Aniello Panariello |
| 3  | Italia (bandiera)  | D     | Michele Lo Curto   |
| 4  | Italia (bandiera)  | C     | Michel Cruciani    |
| 5  | Italia (bandiera)  | D     | Federico Papini    |
| 6  | Italia (bandiera)  | D     | Andrea Maestrelli  |
| 7  | Italia (bandiera)  | A     | Giovanni Nannelli  |
| 8  | Ucraina (bandiera) | C     | Tanasij Kosovan    |
| 9  | Italia (bandiera)  | A     | Flavio Bianchi     |
| 10 | Italia (bandiera)  | C     | Giorgio Lionetti   |
| 11 | Italia (bandiera)  | A     | Matteo Panati      |
| 12 | Italia (bandiera)  | P     | Matteo Biggeri     |
| 13 | Italia (bandiera)  | D     | Claudio Cellamare  |
| 14 | Italia (bandiera)  | C     | Samuele Signori    |
| 15 | Italia (bandiera)  | D     | Daniele Solcia     |
| 16 | Italia (bandiera)  | D     | Lorenzo Pardini    |
| 17 | Italia (bandiera)  | A     | Diego Bartolomei   |

| N. |                         | Ruolo | Calciatore                |
| -- | ----------------------- | ----- | ------------------------- |
| 18 | Italia (bandiera)       | A     | Roberto Convitto          |
| 19 | Italia (bandiera)       | C     | Filippo Fazzi             |
| 20 | Italia (bandiera)       | D     | Maikol Benassi (capitano) |
| 21 | Camerun (bandiera)      | A     | Jonathan Bitep            |
| 22 | Italia (bandiera)       | P     | Piercataldo Forciniti     |
| 23 | Italia (bandiera)       | C     | Matteo Meucci             |
| 24 | Italia (bandiera)       | C     | Francesco Falivene        |
| 25 | Italia (bandiera)       | A     | Salvatore Molinaro        |
| 26 | Italia (bandiera)       | D     | Andrea Adamoli            |
| 27 | Italia (bandiera)       | C     | Filippo Scalzi            |
| 28 | Italia (bandiera)       | D     | Marco De Vito             |
| 29 | Croazia (bandiera)      | A     | Tomi Petrovic             |
| 30 | Italia (bandiera)       | C     | Cristian Caccetta         |
| 31 | Italia (bandiera)       | C     | Mattia Zennaro            |
| 32 | Italia (bandiera)       | C     | Giovanni Sbrissa          |
| 33 | Croazia (bandiera)      | D     | Luka Dumančić             |
| 34 | Sierra Leone (bandiera) | C     | Winston Ceesay            |

## Risultati

### Serie C

#### Girone di andata
| Arbitro: | Perri (Roma) |

|                                              |           |                               |
| F. Bianchi 50’ Cruciani 58’ (rig.) Bitep 84’ | Marcatori | 13’ Andreoli 25’, 36’ Morello |

| Arbitro: | Caldara (Como) |

|                                           |           |  |
| T. Bianchi 44’ González 66’ Buzzegoli 76’ | Marcatori |  |

| Arbitro: | Nicolini (Brescia) |

|  |           |                   |
|  | Marcatori | 23’, 48’ Boccardi |

| Arbitro: | Calzavara (Varese) |

|                         |           |                  |
| Comi 18’ M. Rolando 62’ | Marcatori | 90+5’ S. Signori |

| Arbitro: | Garofalo (Torre del Greco) |

|                               |           |                                              |
| Scalzi 9’ Cruciani 77’ (rig.) | Marcatori | 13’ Bellemo 28’ Iovine 73’ (rig.) F. Ferrari |

| Arbitro: | Madonia (Palermo) |

|                                               |           |  |
| S. Parker 18’ (rig.) Lombardoni 27’ Kolaj 50’ | Marcatori |  |

| Arbitro: | Maggio (Lodi) |

|  |           |                   |
|  | Marcatori | 45’ (aut.) Solcia |

| Olbia 18 novembre 2020, ore 15:00 8ª giornata | Olbia                   | 0 – 0 referto | Lucchese | Stadio Bruno Nespoli\| Arbitro: \| Cosso (Reggio Calabria) \| |
| Arbitro:                                      | Cosso (Reggio Calabria) |               |          |                                                               |

| Arbitro: | De Tommaso (Rieti) |

|                                                      |           |                                                   |
| F. Bianchi 72’ Nannelli 74’ Benassi 81’ Meucci 90+2’ | Marcatori | 22’, 32’, 45+2’, 58’ Manconi 64’ (rig.) Giorgione |

| Arbitro: | Taricone (Perugia) |

|  |           |                     |
|  | Marcatori | 16’ (aut.) Risaliti |

| Arbitro: | Sfira (Pordenone) |

|            |           |              |
| Mutton 82’ | Marcatori | 47’ Nannelli |

| Arbitro: | Rinaldi (Bassano del Grappa) |

|  |           |              |
|  | Marcatori | 39’ F. Perna |

| Arbitro: | Tremolada (Monza) |

|                            |           |  |
| Chinellato 29’ Valiani 81’ | Marcatori |  |

| Arbitro: | Pashuku (Albano Laziale) |

|  |           |                         |
|  | Marcatori | Celia 49’ Arrighini 64’ |

| Arbitro: | Milone (Taurianova) |

|                |           |  |
| F. Bianchi 48’ | Marcatori |  |

| Arbitro: | Repace (Perugia) |

|            |           |                |
| Parisi 64’ | Marcatori | F. Bianchi 38’ |

| Arbitro: | D'Ascanio (Ancona) |

|              |           |                |
| Infantino 7’ | Marcatori | 76’ F. Bianchi |

| Arbitro: | Ancora (Roma) |

|                           |           |                          |
| Dumancic 25’ Iocolano 29’ | Marcatori | 40’ Petrovic 88’ Adamoli |

| Arbitro: | Delrio (Reggio Emilia) |

|                         |           |         |
| Marcheggiani 19’ (rig.) | Marcatori | 9’ Rada |

#### Girone di ritorno
| Arbitro: | Madonia (Palermo) |

|  |           |                               |
|  | Marcatori | 65’ F. Bianchi 90+3’ Petrovic |

| Arbitro: | Colombo (Como) |

|               |           |                                        |
| Bianchi 90+1’ | Marcatori | 4’, 68’ Lanini 20’ Panico 31’ Rossetti |

| Arbitro: | Zucchetti (Siena) |

|                                 |           |                |
| Moscati 20’ Cretella 90’ (rig.) | Marcatori | 62’ Panariello |

| Lucca 7 febbraio 2021, ore CET 23ª giornata | Lucchese       | 0 – 0 | Pro Vercelli | Stadio Porta Elisa\| Arbitro: \| Rutella (Enna) \| |
| Arbitro:                                    | Rutella (Enna) |       |              |                                                    |

| Arbitro: | Virgilio (Trapani) |

|              |           |  |
| Arrigoni 82’ | Marcatori |  |

| Arbitro: | Giaccaglia (Jesi) |

|              |           |                      |
| Petrovic 64’ | Marcatori | 4’ Nicco 7’ Brignoli |

| Arbitro: | Kumara (Verona) |

|             |           |                |
| Marqués 63’ | Marcatori | 45’ F. Bianchi |

| Arbitro: | Moriconi (Roma) |

|            |           |            |
| Panati 52’ | Marcatori | 9’ Ragatzu |

| Gorgonzola 3 marzo 2021, ore CET 28ª giornata | AlbinoLeffe     | 0 – 0 | Lucchese | Stadio comunale Città di Gorgonzola\| Arbitro: \| Centi (Viterbo) \| |
| Arbitro:                                      | Centi (Viterbo) |       |          |                                                                      |

| Arbitro: | Tremolada (Monza) |

|                         |           |                       |
| Bianchi 36’ (51), rig.’ | Marcatori | 90’ (aut.) Maistrelli |

| Arbitro: | Natilla (Molfetta) |

|  |           |                  |
|  | Marcatori | 60’ (rig.) Bocic |

| Arbitro: | Bitonti (Bologna) |

|                                                    |           |                                |
| Zugaro 42’ Ruocco 62’ F. Perna 80’ D'Ausilio 90+4’ | Marcatori | 37’, 48’ Meucci 59’ F. Bianchi |

| Arbitro: | N. Marini (Trieste) |

|                |           |  |
| F. Bianchi 49’ | Marcatori |  |

| Arbitro: | Nicolini (Brescia) |

|                                                        |           |                                     |
| Arrighini 14’, 28’ Bruccini 24’ Parodi 33’ Prestia 58’ | Marcatori | 8’ Petrovic 51’ (rig.) Marcheggiani |

| Arbitro: | Sfira (Pordenone) |

|             |           |                |
| Corbari 84’ | Marcatori | 71’ F. Bianchi |

| Lucca 11 aprile 2021, ore CEST 35ª giornata | Lucchese        | 0 – 0 referto | Livorno | Stadio Porta Elisa\| Arbitro: \| G. Miele (Nola) \| |
| Arbitro:                                    | G. Miele (Nola) |               |         |                                                     |

| Arbitro: | Zufferli (Udine) |

|                                 |           |            |
| Manzari 27’ K. Piscopo 78’, 84’ | Marcatori | 90’ Panati |

| Arbitro: | Acanfora (Castellammare di Stabia) |

|                     |           |  |
| Cruciani 80’ (rig.) | Marcatori |  |

| Arbitro: | Giordano (Novara) |

|                  |           |  |
| Nocciolini 45+3’ | Marcatori |  |

### Statistiche di squadra
Statistiche aggiornate alla fine della stagione.
| Competizione | Punti | In casa | In casa | In casa | In casa | In casa | In casa | In trasferta | In trasferta | In trasferta | In trasferta | In trasferta | In trasferta | Totale | Totale | Totale | Totale | Totale | Totale | DR  |
| Competizione | Punti | G       | V       | N       | P       | Gf      | Gs      | G            | V            | N            | P            | Gf           | Gs           | G      | V      | N      | P      | Gf     | Gs     | DR  |
| ------------ | ----- | ------- | ------- | ------- | ------- | ------- | ------- | ------------ | ------------ | ------------ | ------------ | ------------ | ------------ | ------ | ------ | ------ | ------ | ------ | ------ | --- |
| Serie C      | 31    | 19      | 4       | 6       | 9       | 19      | 28      | 19           | 2            | 7            | 10           | 17           | 32           | 38     | 6      | 13     | 19     | 36     | 60     | -24 |
| Totale       | 31    | 19      | 4       | 6       | 9       | 19      | 28      | 19           | 2            | 7            | 10           | 17           | 32           | 38     | 6      | 13     | 19     | 36     | 60     | -24 |

### Andamento in campionato
| Giornata  | 1 | 2 | 3 | 4 | 5 | 6 | 7 | 8 | 9 | 10 | 11 | 12 | 13 | 14 | 15 | 16 | 17 | 18 | 19 | 20 | 21 | 22 | 23 | 24 | 25 | 26 | 27 | 28 | 29 | 30 | 31 | 32 | 33 | 34 | 35 | 36 | 37 | 38 |
| --------- | - | - | - | - | - | - | - | - | - | -- | -- | -- | -- | -- | -- | -- | -- | -- | -- | -- | -- | -- | -- | -- | -- | -- | -- | -- | -- | -- | -- | -- | -- | -- | -- | -- | -- | -- |
| Luogo     | C | T | C | T | C | T | C | T | C | T  | T  | C  | T  | C  | C  | T  | C  | T  | C  | T  | C  | T  | C  | T  | C  | T  | C  | T  | C  | C  | T  | C  | T  | T  | C  | T  | C  | T  |
| Risultato | N | P | P | P | P | P | P |   |   |    | N  |    |    |    |    |    |    |    |    |    |    |    |    |    |    |    |    |    |    |    |    |    |    |    |    |    |    |    |
| Posizione |   |   |   |   |   |   |   |   |   |    |    |    |    |    |    |    |    |    |    |    |    |    |    |    |    |    |    |    |    |    |    |    |    |    |    |    |    |    |

Fonte:  Serie C - Girone A, su calcio.com.
Legenda:

Luogo: C = Casa; T = Trasferta. Risultato: V = Vittoria; N = Pareggio; P = Sconfitta.